# Helena Oberman
Helena Oberman (ur. 25 czerwca 1925 w Wilnie, zm. 15 listopada 2017 w Łodzi) – polska naukowiec, profesor nauk przyrodniczych, wykładowca akademicki, wybitna specjalistka z zakresu mikrobiologii technicznej i biotechnologii.

## Życiorys
Urodziła się w 1925 roku w Wilnie. Ukończyła studia w 1951 roku na Wydziale Matematyczno-Przyrodniczym Uniwersytetu Łódzkiego. Z Politechniką Łódzką związana od 1950 roku – karierę naukową rozpoczęła na Wydziale Chemii Spożywczej, początkowo w Katedrze Mikrobiologii Technicznej, a od 1970 roku w Instytucie Technologii Fermentacji i Mikrobiologii. Na wydziale tym doktoryzowała się (1962) i uzyskała stopień doktora habilitowanego (1968). Tytuł profesora nadzwyczajnego nadano jej w 1977 roku, a w roku 1988 uzyskała tytuł i stanowisko profesora zwyczajnego.
W latach 1973–1995 była dyrektorem Instytutu Technologii Fermentacji i Mikrobiologii, a od 1974 roku także kierownikiem zespołu i specjalizacji mikrobiologii technicznej. Zakres jej specjalizacji naukowej i dydaktycznej objął ulepszanie i stabilizację cech drobnoustrojów metodami genetycznymi, nowoczesne techniki przechowywania drobnoustrojów, identyfikację i zwalczanie zakażeń mikrobiologicznych żywności i materiałów przemysłowych. W 1995 przeszła na emeryturę. Nadal pozostała czynna naukowo i dydaktycznie.
Pracowała jako konsultant naukowy w Zakładzie Doświadczalnym KZF „Pola” (1974–1981) oraz w Centrum Mikrobiologii i Wirusologii PAN w Łodzi (1988–1991). Odbyła długoterminowe staże naukowe w Czechosłowackiej Akademii Nauk i na Uniwersytecie im. Karola w Pradze, we Francji (CNRS, Gifsur Yvette), na Uniwersytecie Strathclyde w Glasgow, przebywała także na wielu stażach szkoleniowych (RFN, NRD, ZSRR, Szkocja, Holandia).
Jest autorką lub współautorką 192 opublikowanych prac naukowych, 6 patentów (4 wdrożone), 3 podręczników (w tym 2 zagraniczne), 2 skryptów, przetłumaczyła 1 podręcznik. Wypromowała 10 doktorów i była promotorem 48 prac magisterskich. Opiniowała ponad 100 wniosków o stopnie i tytuły naukowe. Wniosła wielki wkład do kształcenia kadry naukowej i szkolenia pracowników przemysłu spożywczego. W kierowanym przez nią Zespole Mikrobiologii Technicznej pięć osób uzyskało stopień doktora habilitowanego, a trzy – tytuł profesora. Aktywnie współpracowała z Uniwersytetem Strathclyde w Glasgow. Efekty tej współpracy to 1 doktorat, 4 publikacje, 2 rozdziały w książkach oraz organizacja i udział w 3 seminariach. Na zlecenie wielu wydawnictw, Komitetu Badań Naukowych i Rad Naukowych oraz jako członek Centralnej Komisji ds. Tytułu Naukowego i Stopni Naukowych wykonała łącznie 275 recenzji.
Od 1980 roku była członkiem Polskiego Towarzystwa Mikrobiologów, Międzynarodowej Komisji Drożdżowej (IYC) i Światowej Federacji Kolekcji Kultur (WFCC). Organizowała i współorganizowała wiele konferencji i sesji naukowych krajowych i międzynarodowych. Jest członkiem rady programowej dwóch czasopism naukowych. Do najważniejszych osiągnięć naukowych prof. Oberman oraz kierowanego przez nią zespołu należy: otrzymanie ulepszonych hybrydów i mutantów drożdży przemysłowych; otrzymanie mutantów bakterii fermentacji mlekowej o korzystnych cechach produkcyjnych oraz opracowanie warunków ich przechowywania i stosowania; otrzymanie wysoko produkcyjnych mutantów szczepów nizynotwórczych; otrzymanie stabilnych mutantów – producentów lizyny.
Za działalność naukową, dydaktyczną i organizacyjną odznaczona została: Medalem Komisji Edukacji Narodowej, Krzyżem Kawalerskim Orderu Odrodzenia Polski, Złotym Krzyżem Zasługi, wieloma odznaczeniami branżowymi, Złotą Odznaką ZNP, Odznaką Honorową miasta Łodzi, odznaką Zasłużony dla Politechniki Łódzkiej i dla Akademii Rolniczo-Technicznej w Olsztynie. W 1997 roku otrzymała Medal im. Michała Oczapowskiego nadany przez Wydział V PAN. Otrzymała trzy nagrody Ministra Nauki Szkolnictwa Wyższego i Techniki, nagrodę Ministra Przemysłu i nagrodę zespołową Sekretarza Naukowego Wydziału V PAN. W 2002 roku Akademia Rolnicza we Wrocławiu nadała jej godność doktora honoris causa.
Została pochowana na cmentarzu św. Rocha na Radogoszczu w Łodzi.